# 대원동 (창원시)
대원동은 창원시의 법정동이다. 과거에는 법정동 대원동과 주변지역을 관할하는 행정동 대원동이 있다가 행정동 팔룡동에 편입되었다. 이후 의창구에 속하게 되었다. 그리고 2021년 7월 1일 성산구 중앙동으로 편입되었다.